# Guerino Zanon
Guerino Luiz Zanon (Rio Bananal, 29 de maio de 1956) é um político brasileiro, filiado ao Partido Social Democrático. Licenciado em Física pela Universidade Federal do Espírito Santo (UFES), atuou como professor de 1977 a 1995, sendo o primeiro professor de física concursado do Espírito Santo. Prefeito de Linhares por cinco vezes, sendo o político mais vezes eleito na história da cidade. Foi deputado estadual por duas vezes, sendo eleito Presidente da Assembleia Legislativa do Espírito Santo para o biênio de 2007 a 2008. No seu primeiro mandato em 2006, foi o deputado estadual mais votado da história do Espírito Santo, título que se manteve até às últimas eleições.   

## Biografia
Nasceu em Rio Bananal em maio de 1956. É o quarto filho entre 9 irmãos do casal Luíza e Agenor Zanon. A família se mudou para Linhares, onde na adolescência cursou o Ensino Médio no Colégio Estadual Emir de Macedo Gomes, o Estadual. Guerino é casado com a economista Luciléia Maria Uneda Zanon e é pai de três filhos: Fausto, Saulo e Régis, e avô de dois netos: Maria e Leonardo. Foi membro titular do Conselho Estadual de Educação no biênio 1990-1992, e sócio-fundador da Faculdade de Administração e Ciências Contábeis de Linhares, onde foi presidente de 1983 a 1996. Nesse mesmo período foi diretor do Colégio Cristo Rei e diretor da Faculdade Unilinhares, pioneiro em investimento no setor educacional com instituições renomadas.  
Ingressou na carreira política como secretário de Planejamento da Prefeitura de Linhares de 1993 a 1996 e em seguida prefeito da cidade por quatro ciclos: 1997 a 2000; 2001 a 2004 e de 2009 a 2012, e o atual, de 2017 a 2020. Foi deputado estadual por duas vezes, sendo eleito Presidente da Assembleia Legislativa do ES, cargo que ocupou de 2007 a 2008. Em 2006, em seu primeiro mandato para Assembleia Legislativa, foi o segundo deputado estadual mais votado na história do Espírito Santo com 65.704 votos. Ele também foi secretário estadual de Esportes e Lazer do governo Paulo Hartung em duas oportunidades: de 2005 a 2006 e de janeiro a junho de 2016. Quando venceu as eleições para a prefeitura em 2022, se tornou o político com mais mandatos da história de Linhares, sendo eleito cinco vezes ao longo de sua trajetória. Na sua última gestão, renunciou o cargo para concorrer às eleições para governador em 2022, nesse período, trocou a filiação do Movimento Democrático Brasileiro (MDB) para o PSD.
Chegou a ser preso em 2013 na Operação Derrama, que investigava acusados de ilegalidades em contratos das prefeituras com uma empresa que trabalha com a recuperação de tributos municipais. Foi afirmado pelo procurador geral que as investigações não deveriam ter sido conduzidas pela Polícia Civil, já que na época muitos envolvidos eram políticos e tinham foro privilegiado. Por isso, as investigações deveriam ter sido conduzidas pelo Ministério Público. Ainda segundo o procurador, as provas da operação foram conseguidas de forma ilegal. Assim que Guerino assumiu o cargo de deputado estadual e voltou a ter foro privilegiado, pediu que o processo fosse encaminhado para o Ministério Público Estadual. Ele acredita que delegados e juízes envolvidos na operação agiram de forma errada."Essa é uma questão que será resolvida internamente, no seio da Policia Civil, com o Ministério Público e o Judiciário. Está claro que delegados extrapolaram todas as regras democráticas. Tanto, que até grampos ilegais eles usaram”, disse Guerino.